# Skoonheid
Skoonheid (Engels: Beauty) is een Zuid-Afrikaanse film die op 17 mei 2011 zijn première beleefde op het Filmfestival van Cannes in Frankrijk. Op 5 augustus 2011 ging de film in Zuid-Afrika in première. De film is vooral in het Afrikaans, met sommige dialogen in het Engels. De regisseur is Oliver Hermanus. Skoonheid is Hermanus' tweede film.
Skoonheid heeft de Queer Palm-prijs, voor beste holebifilm op het internationale Filmfestival van Cannes gewonnen. Daarop heeft de Zuid-Afrikaanse keurraad, onder het vaandel van de Nationale Film-en-Videostichting, de film als officiële inschrijving voor de Academy Award voor Beste Niet-Engelstalige film aangewezen. Skoonheid werd echter uiteindelijk niet genomineerd voor een Academy Award (een Oscar).
Skoonheid draait sinds 23 februari 2012 in de Nederlandse bioscopen. Het is een van de eerste Afrikaanstalige films die in de Nederlandse bioscoop draait.

## Genre
Skoonheid is een dramafilm. In Zuid-Afrika heeft de film een minimale leeftijdsgrens van 18 jaar gekregen. In Nederland ontving de film een leeftijdsgrens van 16 jaar op basis van het in de film voorkomende geweld, seks en grof taalgebruik.

## Hoofdrolspelers
- Deon Lotz als Francois van Heerden (hoofdrol)
- Charlie Keegan als Christian
- Roeline Daneel als Anika
- Sue Diepeveen als Marika
- Albert Maritz als Willem
- Michelle Scott als Elena

## Verhaal
Francois van Heerden is een man van midden 40. Hij is een echtgenoot en een vader van twee kinderen, eigenaar van een bedrijf en een vooraanstaande man in de plaatselijke Afrikaner gemeenschap. Hij onderdrukt al jarenlang zijn homoseksualiteit. Zijn leven is echter langzaam maar bezig om te ontrafelen. Wanneer Francois de 23-jarige Christian ontmoet, raakt hij volledig geobsedeerd door de jongen.